# Laurentius Petri Franc
Laurentius Petri Franc, född i Elsass, död 1617 i Vårdsbergs socken, var en svensk kyrkoherde i Vårdsbergs församling.

## Biografi
Laurentius Petri Franc föddes i Elsass. Han följde med drottning Maria Eleonora till Sverige och prästvigdes 1600. Franc blev 1613 kyrkoherde i Vårdsbergs församling, Vårdsbergs pastorat. Han avled 1617 i Vårdsbergs socken. Clementis var gift med Elin Castensdotter.